# Moucha domácí

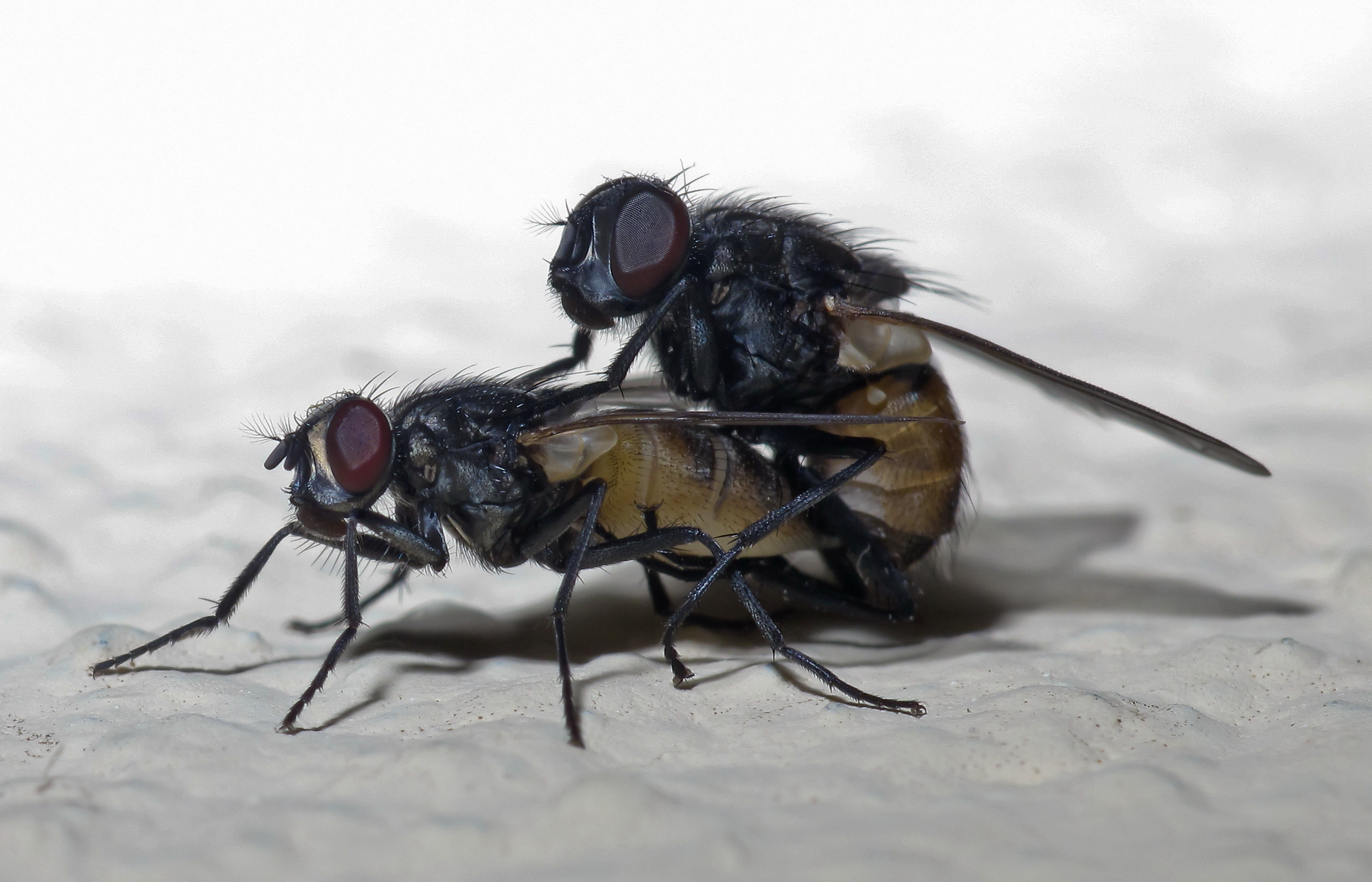
Moucha domácí při páření

Moucha domácí (Musca domestica) je nejčastější druh dvoukřídlých vyskytující se v domovech. Často je považována za škůdce, který může přenášet vážné nemoci. Hlavní predátoři jsou pavouci, ropuchy a žáby. V letu dosahuje rychlosti kolem 8 km/h. Délka života mouchy je asi 3–4 týdny. Moucha domácí patří mezi 120 tisíc druhů much, které na světě existují.

## Vzhled
Má jeden pár blanitých křídel. Dospělí jedinci mají délku 6–12 mm. Jejich hrudník je šedivý se čtyřmi podélnými tmavými čarami na zádech. Spodní části břicha jsou žluté a celé tělo mají pokryté chlupy. Samice jsou o něco větší než samci a mají větší prostor mezi červenýma složenýma očima. Mají pouze jeden pár křídel, druhý je přeměněn v kyvadélko. Lidé ji velmi často považují za škůdce, především v letních měsících. Sedají na jídlo a svými výkaly a kladením vajíček mohou přenášet různé nemoci.

## Rozmnožování
Samička klade snůšky se zhruba 150 vajíčky a může za svůj život naklást až tisíce vajíček. Snůšky klade především na hnojiště a na rozkládající se části rostlin, které později slouží jako potrava pro larvy mouchy.

## Život
Z vajíček, která samička nakladla, se za přibližně 8 hodin vylíhnou larvy, které dorostou délky až 12 mm. Během následujícího týdne se třikrát svlékne, a z larvy se stane kukla. Stádium kukly trvá 1-2 týdny. Kukla je v tu dobu velká 6 mm a postupně ztmavne z bělavé barvy do tmavě hnědé.

## Potrava
Jelikož má moucha domácí pouze sosák, musí napřed pevnou potravu změkčit svými slinami. Dospělé mouchy domácí se živí převážně tekutinami s obsahem cukru. Bílkoviny potřebují pouze k produkci vajíček. Potravu hledají přes vjemové receptory, které se nacházejí i na nohách hmyzu. Rozkládající se organické látky a exkrementy vylučují kyselinu máselnou. Ta samičky přiláká ke kladení vajíček. Proto v teplých měsících lze často nalézt v popelnicích nebo kompostech larvy mouchy domácí.